# 이재균 (배우)
이재균(李在均, 1990년 5월 23일~ )은 대한민국의 배우이다.

## 학력
- 학익고등학교(졸업)
- 서울예술대학 연기과 (졸업)

## 출연작

### 드라마
- 《KBS 드라마 스페셜 - 액자가 된 소녀》(KBS2, 2014년) - 이상림 역
- 《선암여고 탐정단》(JTBC, 2014년) - 최창현 역
- 《미세스 캅》(SBS, 2015년) - 남상혁 역
- 《너를 노린다》(SBS, 2015년) - 조충호 역
- 《응답하라 1988》(tvN, 2015년) - 성동일이 현금 5천원을 쥐어 준 시위 대학생 역
- 《원티드》(SBS, 2016년) - 나수현 역
- 《쇼핑왕 루이》(MBC, 2016년) - 변도진 역
- 《KBS 드라마 스페셜 - 빨간선생님》(KBS2, 2016년) - 김장교 역
- 《명불허전》(tvN, 2017년) - 진영훈 역
- 《아르곤》(tvN, 2017년) - 왕중구 역
- 《20세기 소년소녀》(MBC, 2017년) - 이홍희 역
- 《당신이 잠든 사이에》(SBS, 2017년) - 젊은 시절 최담동 역
- 《tvN 드라마 스테이지 - 파이터 최강순》(tvN, 2018년) - 윤대리 역
- 《위대한 유혹자》(MBC, 2018년) - 이기영 역
- 《오늘의 탐정》(KBS2, 2018년) - 박정대 역
- 《검은 태양》(MBC, 2021년) - 이춘길 역
- 《어사와 조이》(tvN, 2021년) - 박태서 역
- 《이번 생도 잘 부탁해》(tvN, 2023년) - 김중호 역
- 《도적: 칼의 소리》(Netflix, 2023년) - 초랭이 역
- 《사랑한다고 말해줘》(ENA, 2023년) - 윤조한 역
- 《살롱 드 홈즈》(ENA, 2025년) - 김광규 역

### 영화
- 《보고싶다 - 소년, 소녀를 만나다》(2016년) - 큰우영 역
- 《프리즌》(2017년) - 차 교도 역
- 《박화영》(2018년) - 영재 역
- 《세트플레이》(2020년) - 성철 역
- 《더 킬러스》(2024년) - 도석 역

### 뮤지컬
- 《그리스》(2011년) - 앙상블
- 《닥터 지바고》(2012년) - 얀코 역
- 《번지점프를 하다》(2012년) - 현빈 역
- 《쓰릴 미》(2013년) - 그 역
- 《번지점프를 하다》(2013년) - 현빈 역
- 《여신님이 보고 계셔》(2014년) - 류순호 역
- 《쓰릴 미》(2014년) - 그 역
- 《뉴시즈》(2016년) - 잭켈리 역
- 《신흥무관학교》(2018) - 교관 역
- 《귀환 : 그날의 약속》(2019) - 이해일 역

### 연극
- 《히스토리 보이즈》(2013년) - 포스너 역
- 《올모스트 메인》(2014년)
- 《히스토리 보이즈》(2014년) - 포스너 역
- 《가족이란 이름의 부족》(2014년) - 빌리 역
- 《엘리펀트 송》(2015년) - 마이클 역
- 《블라인드》(2017년) - 루벤 역
- 《히스토리 보이즈》(2020년) - 포스너 역
- 《올드 위키드 송》(2020년) - 스티븐 호프만 역

## 수상
- 2015년 제51회 동아연극상 신인연기상